# Nord Aviation

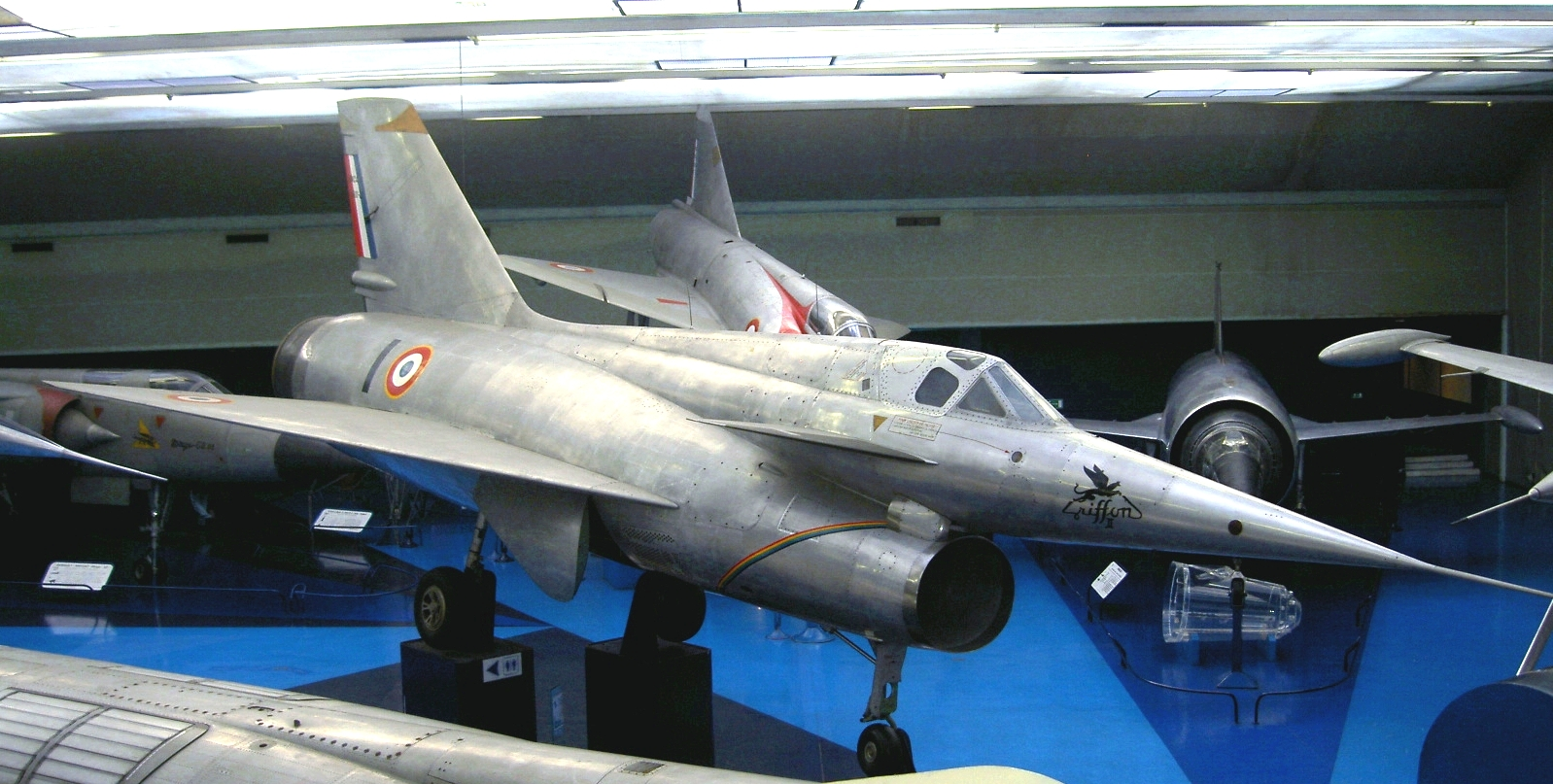
Nord 1500 Griffon var en prototyp till ett ramjet-drivet jaktplan projekterat under 1950-talet.

Nord Aviation var en fransk flygplanstillverkare som även tillverkade robotvapen. År 1970 gick man samman med Sud Aviation och bildade Aérospatiale.